# Phasia transvaalensis
Phasia transvaalensis är en tvåvingeart som beskrevs av Sun 2003. Phasia transvaalensis ingår i släktet Phasia och familjen parasitflugor. Inga underarter finns listade i Catalogue of Life.